# Katia Mosally
Katia Caroline Mosally, född 26 april 1987 i Vällingby församling i Stockholms län, är en svensk-syrisk internationell marknadsförare på skivbolaget Capitol Records i Los Angeles. Hon är även utbildad jurist vid bland annat  Glasgow University.

## Biografi
Katia Mosally började sin karriär på skivbolagen Sony Music och Universal Music i Sverige, innan hon senare började arbeta på Capitol Records i USA. Hon har arbetat med artister som Ariana Grande, Lady Gaga, Shawn Mendes, Billie Eilish, Kendrick Lamar och Katy Perry. Hon har även varit en del av teamet som lanserade musikgruppen The Fooo, som senare ändrade namn till FO&O. Bandet vann flera prestigefyllda priser under hennes ledning, inklusive ett flertal MTV-priser.
Mosally ersatte Nikki Amini som jurymedlem i den sjuttonde säsongen av TV-programmet Idol.
Hon var en av deltagarna i TV4:s Förrädarna, med premiär hösten 2023. Mosally, som valdes till förrädare, stod som vinnare av programmet i finalen, utan att ha fått en enda röst emot sig under programmets gång. När andra säsongen av Förrädarna hade premiär 2024 blev Mosally programledare för Gravkammaren, programmets eftersnacksprogram. 
Sedan slutet på 2010-talet har hon varit bosatt i Los Angeles.